# Верхотулье
Верхотулье — село в Арбажском районе Кировской области. 

## География
Находится на расстоянии примерно 16 километров по прямой на северо-запад от районного центра поселка Арбаж.

## История
Село основано в 1860 году, в 1864 года построена деревянная церковь Михаила Архангела (в 1904 построена каменная). В 1905 году 10 дворов и 30 жителей, в 1926 (Верхотулье или Серяки) 39 и 81, в 1950 62 и 143. В 1989 году проживало 264 человека. До января 2021 года входила в Верхотульское сельское поселение до его упразднения, быв его административным центром.

## Население
Постоянное население составляло 242 человека (русские 98%) в 2002 году, 189 в 2010.